# 写生

写生（しゃせい）とは、絵画などにおいて、事物を見たままに写しとることをいう。主観的な表現を表す「写意」の対立概念である。

## 概要

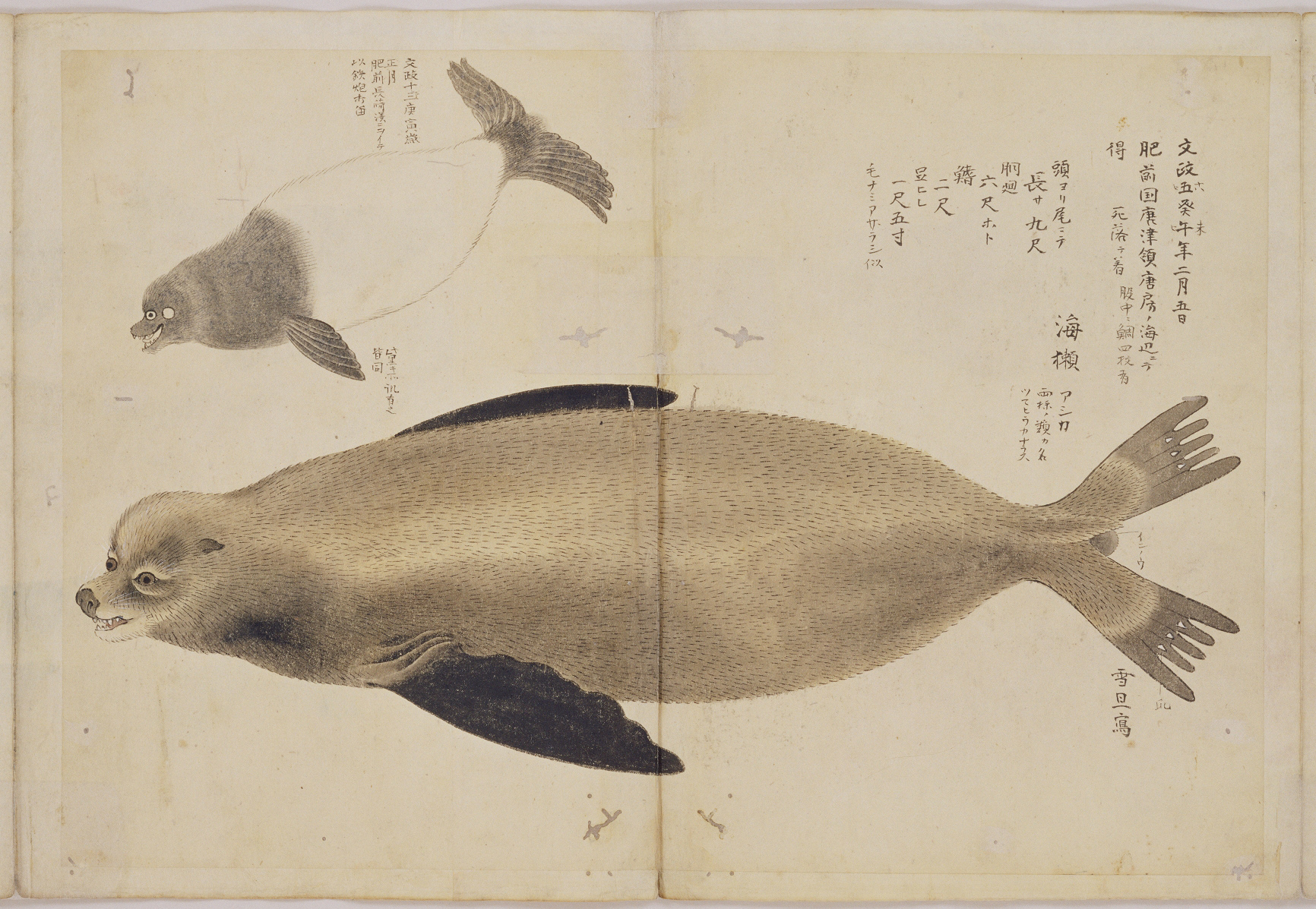
長谷川雪旦 『魚類譜』より「海獺 アシカ」
文政5年と文政13年（1822年と1830年。江戸時代後期中葉）の作。大きいほうは肥前国松浦郡唐房村（現・佐賀県唐津市唐房）の海辺に漂着した死体を写生・解剖したもので、ニホンアシカと推定されている。小さいほうは肥前国長崎湊（現在の長崎港の原初的一角、長崎市出島町近辺）にて鉄砲で撃ち獲られた個体を写生したもので、種は特定できない。これらは本草学的視点で記されており、史料としては元より博物学的価値も高い。雪旦は江戸の人であるが、御用絵師として各地で機会を得ては生物・名所・風俗などを精力的に描き留めた。そういった姿勢が挿図を担当した代表作『江戸名所図会』に繋がっている。上の2図は唐津藩の御用絵師として唐津城下に滞在していた時代のものである。

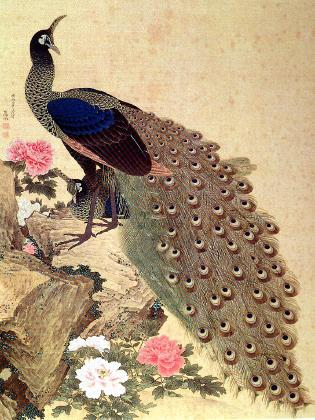
円山応挙 『牡丹孔雀図』
安永5年（1776年、江戸時代後期前半）の作。

現在は「スケッチ」「デッサン」などの訳語として用いられることが多いが、東洋絵画における写生は描写対象に直接対することによって、「写意」と密接に関係しつつ、形式にとらわれずに対象の本質に迫ろうとする性格を持つものであり、西洋の写実的絵画とは共通する点を持ちながらも相異なるものである。日本語としての「写生」も、近代以前にはより広い意味で使われていた言葉であった。
また、西洋絵画由来の写生（スケッチ）を応用したものとして、俳句・短歌を中心に文学の分野においても写生概念が用いられている。以下これらについて解説する。

## 美術における写生
「写生」の語は中国・唐代の末期において、先人の画を写しとる方法を指す伝統的な「臨画」に対し、現実の事物を観察しつつ描写する写実的傾向を表すために用いられていた言葉であった。この「写生」は、宋代には動植物など生き物を直接描写する言葉として使われ、以後中国ではもっぱら花鳥画の分野で用いられていた。
日本においては、事物をありのままに描く観察態度としての「写生」は鎌倉時代からすでに見られるものであった。江戸時代においては写生は本草学と結びつき、御用絵師であった狩野派の画家は幕府からの命を受けて動植物を写生（後述の「対看写生」）によってしばしば描いている。18世紀にはオランダ絵画の輸入に伴って円山応挙が写生を重んじ「写生派」と呼ばれた。一方、「写生」という言葉が日本においていつごろ使用されはじめたのかははっきりしない。日本で書かれている画論はほとんどが江戸時代以降のものであるが、それらの江戸時代の書物には「写生」の語が様々なニュアンスで用いられている。
河野元昭「江戸時代「写生」考」（1989年）によれば、江戸時代の画論における「写生」は概ね以下のような4つの意味を持ち、これらの意味が渾然となったまま用いられていたという。すなわち、生意（生きた感じ、生気）を把握し描写すること（「生意写生」）、客観的正確さを主眼として描くこと（「客観写生」）、精巧・細密な描写を行うこと（「精密写生」）、対象の観察と同時に描いていくこと（「対看写生」）である。

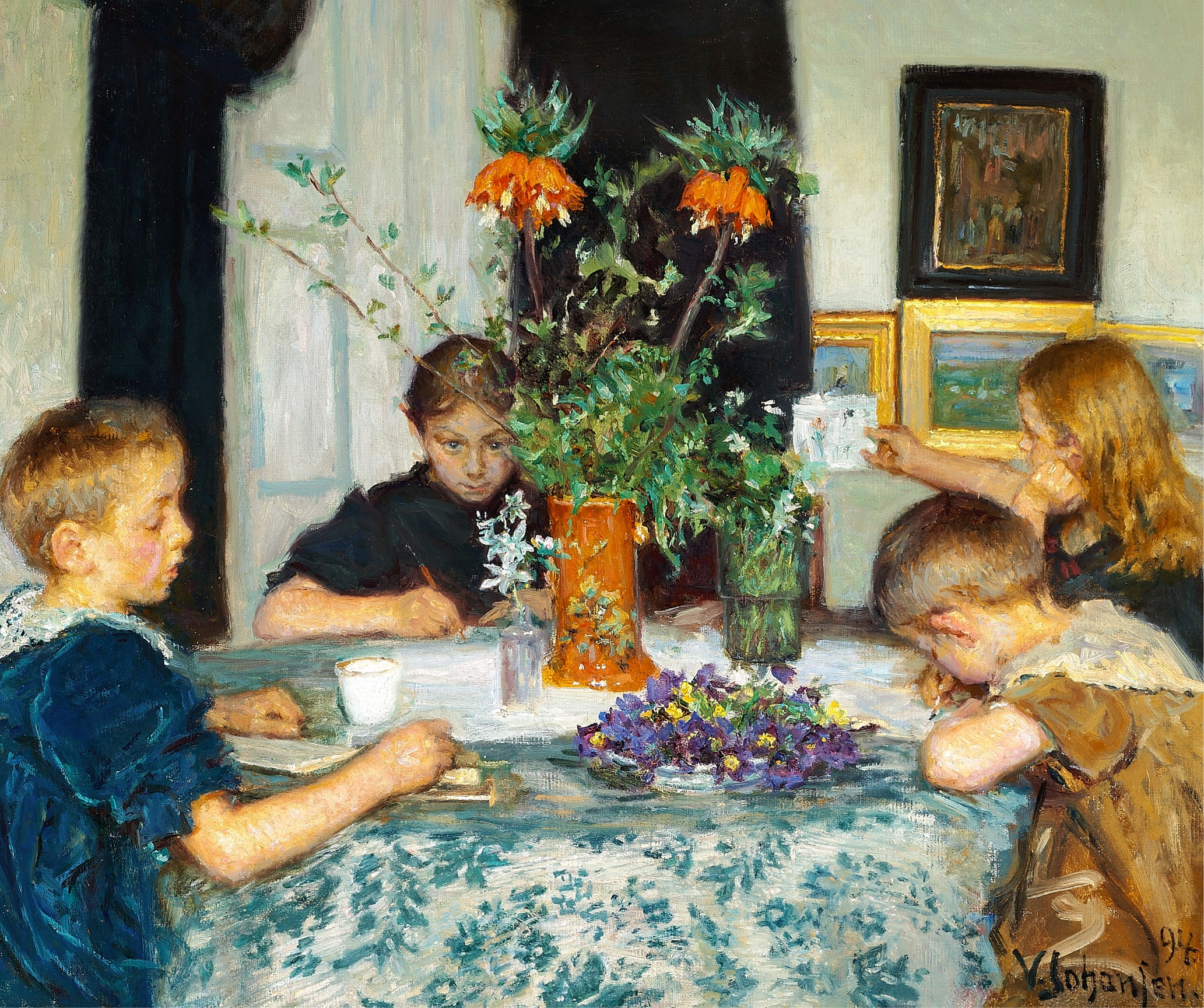
ヴィゴ・ヨハンスン 『春の草花を描く子供たち』（英題 "Children painting spring flowers "）
デンマーク人画家の手になる1894年の油彩画。現代日本語でいうところの「写生」をしている子供達。

このうち現在の「スケッチ」に当たるものは「対看写生」であるが、江戸時代の画論ではっきりとこの意味で用いられている例はわずかである。またこのような複合的な「写生」の意味は中国においても同様に見られるもので、江戸時代の「写生」の用法は中国における用法の影響を受けていたものと考えられる。ただし日本では「写生」の語はより自由な使われ方をしており、花鳥画だけでなく山水画、人物画などにおいても用いられていた。
このような複合的な意味を持っていた「写生」は、明治時代になって「スケッチ」や「デッサン」という西洋絵画用語の訳語に当てられ、もっぱら「対象を観察しつつ書く」という上記の「対看写生」に近い意味でのみ用いられるようになる。大正時代には山本鼎らが、学童を手本の模写から解放し、直接自然に親しませるための自由画教育を提唱し、この普及に伴い、事物を実際に見ながら書いたり、戸外に出て風景を写しとったりする「写生」が図画教育に盛んに取り入れられることとなった。

## 文学における写生

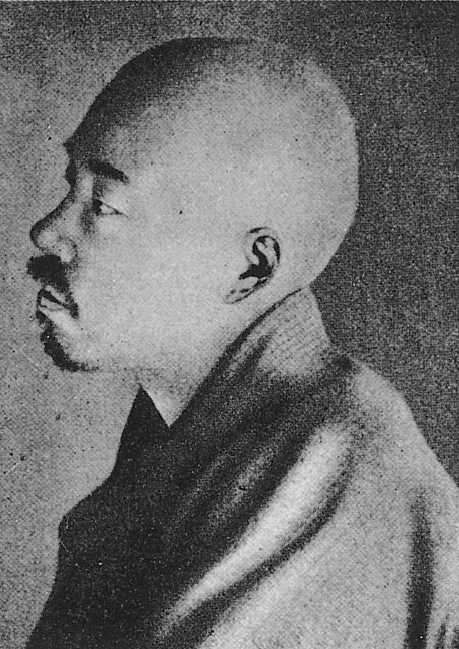
正岡子規
西洋美術の概念としての「写生」を知ったのは、1894年（明治27年）に知人の画家・中村不折に教わってからである。「写生」を知った子規はこの年の秋、手帖と鉛筆を持って毎日のように戸外に出かけ写生による句を作り、この方法が文学においても有効であることを悟った。

明治時代を代表する俳人で歌人の正岡子規は、西洋美術に由来する「写生」（つまりスケッチ）の概念を文学に適用し、俳句・短歌および文章の近代化を図った。1897年（明治30年）、子規は自身のグループ「日本派」に属する俳人たちの句を論じた『明治二十九年の俳句界』で「写生」の語を意識的に用い、以後は生涯に亘って写生論を説いた。

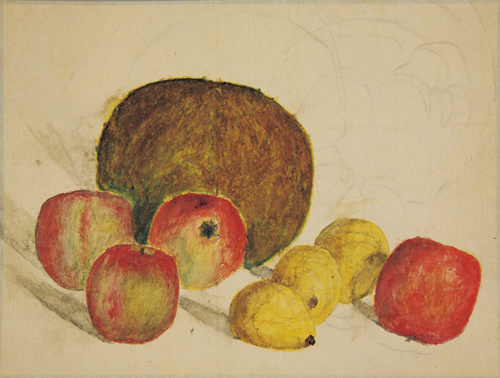
子規 『果物図』（1902年）
正岡子規は文学において写生を説く一方、このような写生画（水彩画）も描き、病床の慰めとしていた。野菜と果物を描いた水彩画18図『果物帖』はそういったものの代表作。

子規は写生を説く一方で空想による句も否定しておらず、また平凡な句を作りがちになるという写生の側面も認めており、写生を必ずしも万能の方法として考えていたわけではない。しかし当時の俳句界で主流を占めていた宗匠俳句における、理屈や機知、小主観からなる陳腐な俳句（子規はこれらを「月並調」として批判した）から脱するのには有効な手段だと考え、その後さらに、短歌、散文においても同様の方法を適用していった。
子規の没後、その高弟の河東碧梧桐は写実主義の影響を受け、人為を廃して対象に迫るべきとする「無中心論」を提唱、定型も人為であるとして退けるようになってゆく（新傾向俳句運動）。碧梧桐の活動はその後自由律俳句へと繋がってゆくが、これに対しもう一人の高弟高浜虚子は危機感を覚え俳壇に復活、定型・季題を重視しつつ子規の写生論を継承し、俳句の定型を生かす方法としての「客観写生」を説く。「客観写生」はその後の「花鳥諷詠」の理念とともに虚子の俳句唱導の両輪となり、近代俳句の普及・大衆化に大きな役割を担うことになる。
一方、短歌においては、子規の写生論は伊藤左千夫、島木赤彦、斎藤茂吉らアララギ派の歌人たちによって継承され、単なる方法としてのリアリズムに留まらず、独自の象徴的な力学として再解釈され発展していった。しかし「アララギ派」が指導理論として用いた「写生」は「写実」との混同が多くなり、このため今日の短歌においても「写生」は「写実」と同意義に用いられることがしばしば見られる。
以上の短歌・俳句と並んで、子規は散文においても写生論を導入し、文章を不必要に飾り立てず、事物や出来事をあるがままに書くことを唱え、これはのちに「写生文」と呼ばれるようになった。子規の写生文運動は『ホトトギス』誌を中心に展開され、1900年には写生文の文章会「山会」の開催を始める。夏目漱石のデビュー作『吾輩は猫である』ははじめこの「山会」において写生文として発表された作品である。写生文運動は漱石や虚子、伊藤左千夫のほか、長塚節、寺田寅彦、鈴木三重吉、野上弥生子など多くの作家・文章家を生み出しており、また各種の学校での作文教育にも影響を与えている。